# 神中村
神中村（かんなかそん）は、鳥取県東伯郡にあった村。現在の東伯郡三朝町の一部にあたる。

## 地理
小鹿川の上流、水源地域に位置していた。

## 歴史
- 1889年（明治22年）10月1日、町村制の施行により、河村郡神倉村、中津村が合併して村制施行し、神中村が発足[1][2]。旧村名を継承した神倉村、中津村の2大字を編成[2]。河村郡小鹿村と組合村を結成し、組合村役場を小鹿村大字高橋村に設置[2]。
- 1896年（明治29年）4月1日、郡の統合により東伯郡に所属[2]。
- 1914年（大正3年）11月1日、「神中村大字○○村」から大字の「村」を削除し、「神中村大字○○」と改称[3]。
- 1917年（大正6年）11月1日、東伯郡小鹿村と合併し小鹿村が存続[1][2]。合併後、小鹿村大字神倉・中津となる[2]。

### 地名の由来
合併旧村名の各一文字を組み合わせたもの。

## 産業
- 農業、林業[4]
- 産物：米[4]、薪炭[4]、苧[5]

## 教育
- 1883年（明治16年）中津村に東小鹿簡易小学校の分教場を設置[5]。1885年（明治18年）頃、神倉村に分校が所在[2]。1893年（明治26年）東小鹿簡易小学校、高橋簡易小学校を統合し小鹿小学校を設置し、中津分校は存続した[2]。